# برجلو
برجلو یا همان بوشلی یک روستا در ایران، استان اردبیل است که در دهستان یورتچی غربی واقع شده‌است. برجلو ۱۷۵ نفر جمعیت دارد. این روستا از جنوب با روستای میجمیر، از غرب با روستای ایلانجیق و از شمال با روستای قره تپه و از شرق با شهر نیر هم‌مرز است، آبگرم‌های معروف بوشلی سویی و قینرجه در این روستا قرار دارد، رودخانه بالیغلی چای نیز از کنار این روستا عبور می‌کند.